# Sandro Gamba
Alessandro Gamba, detto Sandro (Milano, 3 giugno 1932), è un ex cestista e allenatore di pallacanestro italiano.
È membro del Naismith Memorial Basketball Hall of Fame dal 2006 e del FIBA Hall of Fame dal 2023 in qualità di allenatore, nonché dell'Italia Basket Hall of Fame in qualità di giocatore.

## Carriera

### Club
Dieci volte campione d'Italia con la maglia dell'Olimpia Milano da giocatore, Gamba ha capitanato la nazionale italiana (nella quale ha debuttato nel 1952) ai Giochi olimpici estivi di Roma 1960. Nel 1963 lascia l'Olimpia per trasferirsi ai concittadini del Milano 1958, dove gioca due stagioni, nella prima delle quali conquista la promozione dalla Serie A alla Elette.
Si ritira dal gioco nel 1965 per diventare allenatore. In questa sua seconda parte di carriera ha guidato numerose importanti squadre italiane di serie A, tra le quali la Olimpia Milano (1965-1973 come vice di Cesare Rubini), Pallacanestro Varese (1973-1977), Auxilium Pallacanestro Torino (1977-1980) e Virtus Bologna (1985-1987).

### Nazionale
Nel 1979 Gamba diventa allenatore della nazionale italiana, ruolo che ricoprirà due volte, una prima dal 1979 al 1985, per poi tornare dal 1987 al 1992. Sotto la sua guida la squadra partecipa alle Olimpiadi di Mosca 1980 (portando a casa una medaglia d'argento), Los Angeles 1984, e a sette campionati europei, vincendo un oro nel 1983, un bronzo nel 1985 e un argento nel 1991. Ha disputato inoltre, i Goodwill Games di Seattle del 1990.

### Hall of Fame
In riconoscimento dei suoi molti anni d'esperienza come allenatore internazionale e per il suo continuo impegno in corsi e stage in diversi continenti, Gamba è stato scelto come finalista per l'introduzione nella prestigiosa Basketball Hall of Fame nel 2005 e ne è stato eletto membro nel 2006. Fa inoltre parte dell'Italia Basket Hall of Fame e, dal 2023, della FIBA Hall of Fame.
Dal 1996 è l'allenatore del "Resto del Mondo" nel Nike Hoop Summit.

## Palmarès

### Giocatore
- Campionato italiano: 10

Olimpia Milano: 1950-51, 1951-52, 1952-53, 1953-54, 1956-57, 1957-58, 1958-59, 1959-60, 1961-62, 1962-63

### Allenatore

#### Competizioni nazionali
- Campionato italiano: 5

Olimpia Milano: 1965-66, 1966-67, 1971-72
Pall. Varese: 1973-74, 1976-77
- Coppa Italia: 1

Olimpia Milano: 1972

#### Competizioni europee
- Coppa dei Campioni: 2

Pall. Varese: 1974-75, 1975-76
- Coppa delle Coppe: 2

Olimpia Milano: 1970-71, 1971-72

#### Nazionale
- Campionato europeo: 1 -1983